# Ronde van Duitsland 1931
De Internationale Opel Duitse omloop 1931 was de vijfde editie van de Ronde van Duitsland. Erich Metze wist de eindzege op zijn naam te schrijven. Hij nam de titel over van Hermann Buse.
In de voorgaande vier edities waren alle etappes gewonnen door Duitsers. In deze editie zegevierden voor het eerst ook buitenlandse renners: de Fransen wonnen vijf etappes, de Belgen wonnen er vier, de Luxemburgers twee en Oostenrijk een. 'Slechts' vier etappes werden gewonnen door een Duitser, net als het eindklassement.

## Etappenschema
| Etappe | Datum  | Start – Finish         | km    | Etappewinnaar     | Klassementleider |
| ------ | ------ | ---------------------- | ----- | ----------------- | ---------------- |
| 1      | 4 mei  | Rüsselsheim – Freiburg | 284   | Joseph Wauters    | Joseph Wauters   |
| 2      | 5 mei  | Freiburg – Ulm         | 269   | Nicolas Frantz    | Erich Metze      |
| 3      | 7 mei  | Ulm – München          | 205   | Joseph Wauters    | Hermann Buse     |
| 4      | 8 mei  | München – Schweinfurt  | 296,3 | Joseph Mauclair   | Kurt Stöpel      |
| 5      | 10 mei | Schweinfurt – Erfurt   | 221,1 | Nicolas Frantz    | Kurt Stöpel      |
| 6      | 11 mei | Erfurt – Dresden       | 231,2 | Albert Barthélémy | Kurt Stöpel      |
| 7      | 13 mei | Dresden – Breslau      | 282   | Albert Barthélémy | Kurt Stöpel      |
| 8      | 14 mei | Breslau – Liegnitz     | 228,1 | Hermann Buse      | Kurt Stöpel      |
| 9      | 16 mei | Liegnitz – Berlijn     | 337   | Erich Metze       | Erich Metze      |
| 10     | 17 mei | Berlijn – Maagdenburg  | 268,6 | Albert Barthélémy | Erich Metze      |
| 11     | mei    | Maagdenburg – Hamburg  | 254,4 | Albert Barthélémy | Erich Metze      |
| 12     | mei    | Hamburg – Bremen       | 269,2 | Kurt Stöpel       | Erich Metze      |
| 13     | mei    | Hannover – Dortmund    | 215,3 | Kamiel Degraeve   | Erich Metze      |
| 14     | mei    | Dortmund – Keulen      | 272   | Kamiel Degraeve   | Erich Metze      |
| 15     | mei    | Keulen – Trier         | 230,4 | Max Bulla         | Erich Metze      |
| 16     | 24 mei | Trier – Rüsselsheim    | 182,3 | Erich Metze       | Erich Metze      |

## Eindklassement
|   | Renner          | Tijd         |
| - | --------------- | ------------ |
| 1 | Erich Metze     | 138h 25' 06" |
| 2 | Oskar Thierbach | + 1' 12"     |
| 3 | Nicolas Frantz  | + 4' 15"     |